# Contratto di servizio Rai
Il contratto di servizio Rai, ufficialmente contratto nazionale di servizio tra il Ministero dello sviluppo economico e la Rai-Radiotelevisione italiana S.p.A., è un contratto stipulato appunto tra il Ministero dello sviluppo economico e la Rai, che disciplina la concessione del servizio pubblico radiotelevisivo, televisivo e multimediale in Italia

## Analisi
Questo strumento di disciplina del servizio pubblico radiotelevisivo, pur avendo il nome di contratto è una fonte semipubblicistica, prevista dal Decreto legislativo 31 luglio 2005, n. 177 (Testo Unico della Radiotelevisione). L'articolo 45 del T.U. stabilisce che il servizio pubblico radiotelevisivo italiano è "svolto dalla concessionaria sulla base di un Contratto nazionale di servizio di durata triennale, stipulato con il Ministero delle comunicazioni, con il quale sono individuati i diritti e gli obblighi della società concessionaria".
La disciplina in vigore fino all'approvazione del contratto attualmente in opera (6 aprile 2011) è quella risultante dal contratto di servizio stipulato tra il Ministero dello sviluppo economico e la Rai per il periodo 1º gennaio 2010 - 31 dicembre 2012. Il relativo decreto è stato pubblicato sulla Gazzetta Ufficiale il 27 giugno 2011. Il contratto ha tassativamente elencato le tipologie di programmi televisivi che rientrano nel concetto di servizio pubblico radiotelevisivo, definendo la portata, gli obiettivi e i parametri di qualità del servizio pubblico, la cui realizzazione è affidata all'autonoma capacità editoriale della società concessionaria.
Il Contratto in vigore è preceduto dal documento di linee guida emanato d'intesa con il Ministero dello Sviluppo Economico dall'Autorità per le garanzie nelle comunicazioni con delibera. L'ultimo articolo del Contratto di servizio (art. 36) prevede che entro il 1º luglio 2012 le parti provvederanno ad avviare le trattative per la stipulazione del contratto relativo al triennio 2013-2015.

## Criticità
- Rai e Ministero hanno già utilizzato l'art.37 del Contratto nel quale si prevede che una apposita Commissione paritetica composta da otto membri (quattro designati dal Ministero e quattro da Rai) proceda alla "definizione delle più efficaci modalità operative di applicazione e di sviluppo delle attività e degli obblighi previsti nel Contratto, nonché di verificarne l'adempimento" al fine di "proporre gli opportuni interventi volti a superare le problematiche di applicazione eventualmente emergenti". In particolare sono stati sollevati in quella sede dubbi circa il rapporto costo/benefici del sistema di rilevazione Qualitel (previsto dall'art.3): lo ha dichiarato pubblicamente il Vicedirettore generale della Rai, Giancarlo Leone.
- Rai ha aperto la discussione anche su molti altri articoli del Contratto ritenuti di difficile applicazione. In particolare, come emerge da dichiarazioni pubbliche dei vertici aziendali, lamenta il mancato adeguamento del canone rispetto a quanto previsto dal Testo Unico della Radiotelevisione.
- La determinazione del canone di abbonamento, a differenza dei contratti precedenti, non viene infatti più definita sulla base di parametri collegati all'attuazione del Contratto di servizio come invece previsto nei testi precedenti. L'art. 34 del testo in vigore prevede che "il Ministro delle comunicazioni può avvalersi della Commissione paritetica che provvederà a definire elementi di analisi in merito al rapporto anche prospettivo tra i contenuti della missione di servizio pubblico, il loro adempimento da parte della concessionaria ed il relativo finanziamento". Si tratta dunque di una funzione meramente consultiva e non dispositiva. Infatti l'ammontare del canone, secondo quanto prevede l'art.47, comma 3, del Testo Unico della Radiotelevisione è stabilito annualmente (entro il mese di novembre di ciascun anno per l'anno successivo) dal Ministro delle comunicazioni "in misura tale da consentire alla società concessionaria della fornitura del servizio di coprire i costi che prevedibilmente verranno sostenuti per adempiere gli specifici obblighi di servizio pubblico generale radiotelevisivo affidati a tale società, come desumibili dall'ultimo bilancio trasmesso, prendendo anche in considerazione il tasso di inflazione programmato e le esigenze di sviluppo tecnologico delle imprese".